# Sep Ruf – Architekt der Moderne
Sep Ruf – Architekt der Moderne ist ein deutscher Dokumentarfilm von Johann Betz aus dem Jahr 2025 über den Architekten Sep Ruf.

## Inhalt
Der Film zeigt in vielen Einzeleinstellungen die Bauten des Architekten Sep Ruf. Dabei kommen Schüler, Verwandte und Bewohner seiner Häuser zu Wort. Zunächst geht es um die Anfänge von Ruf in der Zwischenkriegszeit, als er direkt nach dem Studium das Haus Schwend (1999 abgerissen) konzipiert. Es ist das erste Wohnhaus mit Flachdach in München, woraufhin der Baustil von den Nationalsozialisten 1933 verboten wird. Da sich Ruf nicht anpassen will, entwirft er bis 1945 vor allem Wohnhäuser, denen er ein traditionelles Aussehen, aber eine moderne Raumaufteilung verleiht.
Als ein Höhepunkt seiner Baukunst wird die Akademie der Bildenden Künste Nürnberg bezeichnet. Dort berichten Studenten und Dozenten von der offenen demokratischen Gestaltung des modernen Glasbaus. Doch auch die kalten Winter und das Arbeiten im Baudenkmal kommen zur Sprache.
Danach wird die Neue Maxburg in der Münchner Altstadt vorgestellt. Dabei habe sich Ruf bei der Gestaltung der Fassade am stehengebliebenen Turm orientiert. Für seine moderne Architektur wurde er von den konservativen Münchnern angefeindet. Heute spricht die Präsidentin des Amtsgerichts von der offenen Architektur und der symbolisch transparenten Rechtsprechung. Das Haus in der Theresienstraße wird als Beispiel für günstige Nachkriegsarchitektur vorgestellt und Bewohner berichten von der energetischen Bauweise durch überhängende Balkone.
Weiter in München geht es um die Hugo-Junkers-Siedlung, die mit deutschem Satteldach und Verbindungswänden zwischen den Häusern gestaltet wurde. Die Bewohner erzählen von der Wohnatmosphäre und dem Luxus eines großen Gartens. Ähnlich wie in der Theresienstraße leben meist noch die Nachfahren der ursprünglichen Eigentümer in den Häusern. Außerdem wird kurz der Komplex des Max-Planck-Institut für Physik vorgestellt, das nur gebaut wurde, da sein Direktor Werner Heisenberg Sep Ruf als Architekten wollte.
In Nürnberg wird die Bayerische Staatsbank gezeigt, deren Sandsteinfassade sich an die nahegelegene Kirche St. Lorenz anpasst. Ruf wurde auch für diesen Bau von seinen konservativen Zeitgenossen angefeindet. Ausführlicher geht es um den Neu- und Erweiterungsbau des Germanischen Nationalmuseums. Während die Bibliothek modern und offen gebaut ist, sind andere Trakte mit Naturstein verkleidet. Es wird hervorgehoben, wie vielfältig die Architektur Rufs sei und dass er sich stets an der umliegenden Bausubstanz orientiert habe. Danach geht es um seinen modernen Entwurf für die Expo 58 und das moderne Wohnhaus Haus Helwig.
Kurz geht der Film auf die Häuser Rufs im Chianti ein, die sich von der örtlichen Architektur nur durch hohe schmale Fenster unterscheiden. Ebenso wird die Kirche St. Johann von Capistran gezeigt, dessen Rundbau 1960 noch vor dem Zweiten Vatikanischen Konzil ein Novum darstellte. Mesner und Hausmeister berichten von der Nähe des Pfarrers zu den Gläubigen und der besonderen Raumstimmung. Zwischendurch wird Ruf als zurückhaltender, aber gut vernetzter Architekt beschrieben. Zuletzt sieht man den Bungalow von Ludwig Erhard in Gmund am Tegernsee, der noch vor der Kanzlerschaft erbaut wurde. Ebenso gestaltete Ruf den Kanzlerbungalow in Bonn nach den Wünschen von Erhard. 

## Produktion
Der Film wurde an den Wirkstätten von Sep Ruf in Deutschland und Italien gedreht. Als Koproduzenten waren der Bayerische Rundfunk und German Kral Filmproduktion beteiligt.
Die Premiere fand am 8. Juli 2025 im City Kino in München statt. Zwei Tage später kam der Film in die deutschen Kinos.

## Rezeption
Rüdiger Suchsland in Artechock: „Sep Ruf gehört zu den heute vergessenen Großmeistern der Moderne – auch weil er bescheiden war und wenig Interviews gab. Nur die Sprecherin des Films überzeugt nicht. Sie klingt eher wie eine lispelnde KI. Ansonsten gelingt es diesem Film, die Zuschauer auf eine visuelle Entdeckungsreise durch Rufs Architektur mitzunehmen – ein cinephiles Erlebnis für alle, die sich für Architektur, Zeitgeschichte und visuell eindrucksvolles Kino begeistern.“
Julie Metzdorf für BR24: „Der Film allerdings ist nicht ganz so menschenfreundlich. Die vielen, vielleicht zu vielen Bilder sind recht schnell geschnitten, das ist anstrengend, Splitscreen-Sequenzen mit drei Bildern auf einen Blick machen die Sache nicht besser. Die kurzen Textpassagen aus dem Off sind schwach formuliert, die Sprecherin bleibt blass. Und dass nahezu der gesamte Film mit einer Art bayerischem Easy-Listening-Fahrstuhl-Sound unterlegt ist, nervt gewaltig.“
Josef Grübl für SZ: „Im Film kommen Wegbegleiter und Architektur-Experten (unter anderem der SZ-Journalist Gerhard Matzig) zu Wort, vor allem aber werden Sep Rufs Bauten präsentiert, in prächtigen Bildern, mit etwas allzu schwelgerischer Musik. Die Kritiker des 1982 verstorbenen Architekten sind längst verstummt, auch in diesem Film. Von Sep Ruf selbst ist hier ebenfalls wenig zu hören, der Mann ließ eben seine Bauten für sich sprechen.“